# ديكستر كوكلي
ديكستر كوكلي (بالإنجليزية: Dexter Coakley)‏ هو لاعب كرة قدم أمريكية أمريكي، ولد في 20 أكتوبر 1972 في تشارلستون في الولايات المتحدة.

## وصلات خارجية
- ديكستر كوكلي على موقع مرجع كرة القدم المحترفة.كوم (الإنجليزية)